# 朱行先
朱行先（853年—924年8月26日），字蘊之，唐朝末年蘇州海鹽縣人。
曾祖父朱憑、祖父朱真、父朱敬端，在唐朝都沒有做官。母陳留阮氏。
朱行先年轻时学军法，长大了学武经，有将才，燕颔虎头，猿臂善射，时人称“小由基”。起家建宁都将，事湖州刺史高彦，屡立战功，被高彦委为心腹。邻境入寇，朱行先总握兵柄，仗剑前驱，敌军无不望风瓦解，很被朝廷所嘉奖。镇海、镇东节度使钱镠擢为节度左押牙、亲卫第三都指挥使，高彦对他也愈发器重。唐朝灭亡后，钱镠称吴越国王。天祐三年（906年）高彦之子高澧继任湖州刺史后，残酷暴虐，人心不附，朱行先率众归钱镠，高澧后于天祐七年（910年）十月逃奔吴国。朱行先以功被赐号协力勤王功臣，再加佐正匡国功臣，晋秩为检校尚书右仆射、御史，不久为静海镇遏使。在镇，恩威并行，声誉甚著，共在任十五年。宝大元年（924年）四月，一病不起，钱镠遣中使三度赐汤药。七月，终因勤于王事，卒于官，年七十二，赠银青光禄大夫、上柱国。钱镠命侍臣祭奠，厚加赙赠。内外亲戚，莫不感泣。祖坟在湖州乌程县，朱行先葬于海盐县南十五里德政乡通福里澉墅村之原，未能归葬。謝鶚為他作墓誌銘。墓誌銘称吴越国为“义忠国”。
清朝史学家吴任臣据《吴越静海镇遏使朱行先碑》在《十国春秋》为朱行先作列传。

## 家庭
朱行先有弟三人：朱行存、朱行勤、朱行忠。
朱行先先後娶汝南周氏、隴西彭氏、清河張氏三位夫人，彭氏、張氏為朱行先主喪。
子八人：
1. 朱從訓，周氏所出，不仕官
2. 朱智銘，或作朱智紹，不仕官，為僧
3. 朱元晟，节度正散将，娶诸暨镇遏使楚州刺史韩章女
4. 朱元杲，节度正散将、银青光禄大夫、检校太子宾客兼监察御史，娶闻人氏
5. 朱元昇，节度使下将，娶郑氏
6. 朱元勝
7. 朱元寶，娶章氏
8. 朱元贇[2]

女三人：
1. 長女，嫁颍川西都军将都知兵马使明川罗（阙）使仆射陈师靖之子陈某，先于朱行先而逝
2. 次女，嫁清河建宁都虞候尚书张全之子张某
3. 幼女，嫁上亭镇遏使尚书翁锡之孙、节度讨击使上亭镇遏将翁元昉之子翁继贞[1]

## 评价
- 《十国春秋》：朱行先束身归正，比匪靡伤（无碍大体）。[2]